# لويس ويرث
لويس ويرث (بالإنجليزية: Louis Wirth)‏ هو عالم اجتماع أمريكي، ولد في 28 أغسطس 1897 في Gemünden, Rhein-Hunsrück ‏ في ألمانيا، وتوفي في 3 مايو 1952 في بوفالو في الولايات المتحدة.

## وصلات خارجية
- لويس ويرث على موقع الموسوعة البريطانية (الإنجليزية)